# Memphis, Nebraska
Memphis är en ort (village) i Saunders County i Nebraska. Orten har fått namn efter Memphis, Tennessee. Vid 2010 års folkräkning hade Memphis 114 invånare.